# Meet the Robinsons
Meet the Robinsons: Original Soundtrack – ścieżka dźwiękowa do disneyowskiego filmu Rodzinka Robinsonów (2007). Zawiera muzykę do filmu skomponowaną przez Danny'ego Elfmana. Na płycie wystąpili m.in. Rufus Wainwright, Rob Thomas, The All-American Rejects oraz Jonas Brothers. Album został wydany 27 marca 2007 przez wytwórnię Walt Disney Records.

## Lista utworów
1. "Another Believer" - Rufus Wainwright
2. 'Little Wonders" - Rob Thomas
3. "The Future Has Arrived" - The All-American Rejects
4. "Where is Your Heart At?" - Jamie Cullum
5. "The Motion Waltz (Emotional Commotion)" - Rufus Wainwright
6. "Give Me The Simple Life" - Jamie Cullum
7. "The Prologue (Score)" - Danny Elfman
8. "To The Future! (Score)" - Danny Elfman
9. "Meeting the Robinsons (Score)" - Danny Elfman
10. "The Science Fair" (Score)" - Danny Elfman
11. "Goob's Story" - Danny Elfman
12. "A Family United" - Danny Elfman
13. "Pop Quiz and the Time Machine Montage" - Danny Elfman
14. "The Evil Plan" - Danny Elfman
15. "Doris Has Her Day" - Danny Elfman
16. "Setting Things Right" - Danny Elfman
17. "There's a Great Big Beautiful Tomorrow" - They Might Be Giants
18. "Kids of the Future" - Jonas Brothers